# Philippe Gigantès
Philippe Deane Gigantès (ur. 16 sierpnia 1923 w Salonikach, zm. 9 grudnia 2004 w Montrealu) – kanadyjski dziennikarz, korespondent wojenny, senator z ramienia Liberalnej Partii Kanady.
Urodził się w Grecji. W okresie II wojny światowej służył w brytyjskiej marynarce królewskiej, zdobywając wyróżnienia za dzielność. Po wojnie pracował jako dziennikarz, w latach 1946–1961 dla redakcji "Observera". Został jeńcem relacjonując wojnę koreańską, spędził w niewoli ponad 2,5 roku. W późniejszych latach osiadł w Kanadzie.
W 1980 kandydował w wyborach parlamentarnych, jednak nie uzyskał mandatu, przegrywając z Bobem Rae. Zasiadł w parlamencie jako senator z nominacji premiera Pierre Trudeau w 1984. Pozostawał senatorem do ukończenia 75 lat w sierpniu 1998. Z Trudeau współpracował wcześniej jako autor wystąpień politycznych premiera.
Był autorem 15 książek, m.in. Power and Greed:A Short History of the World (1982).